# Boronia Park, New South Wales

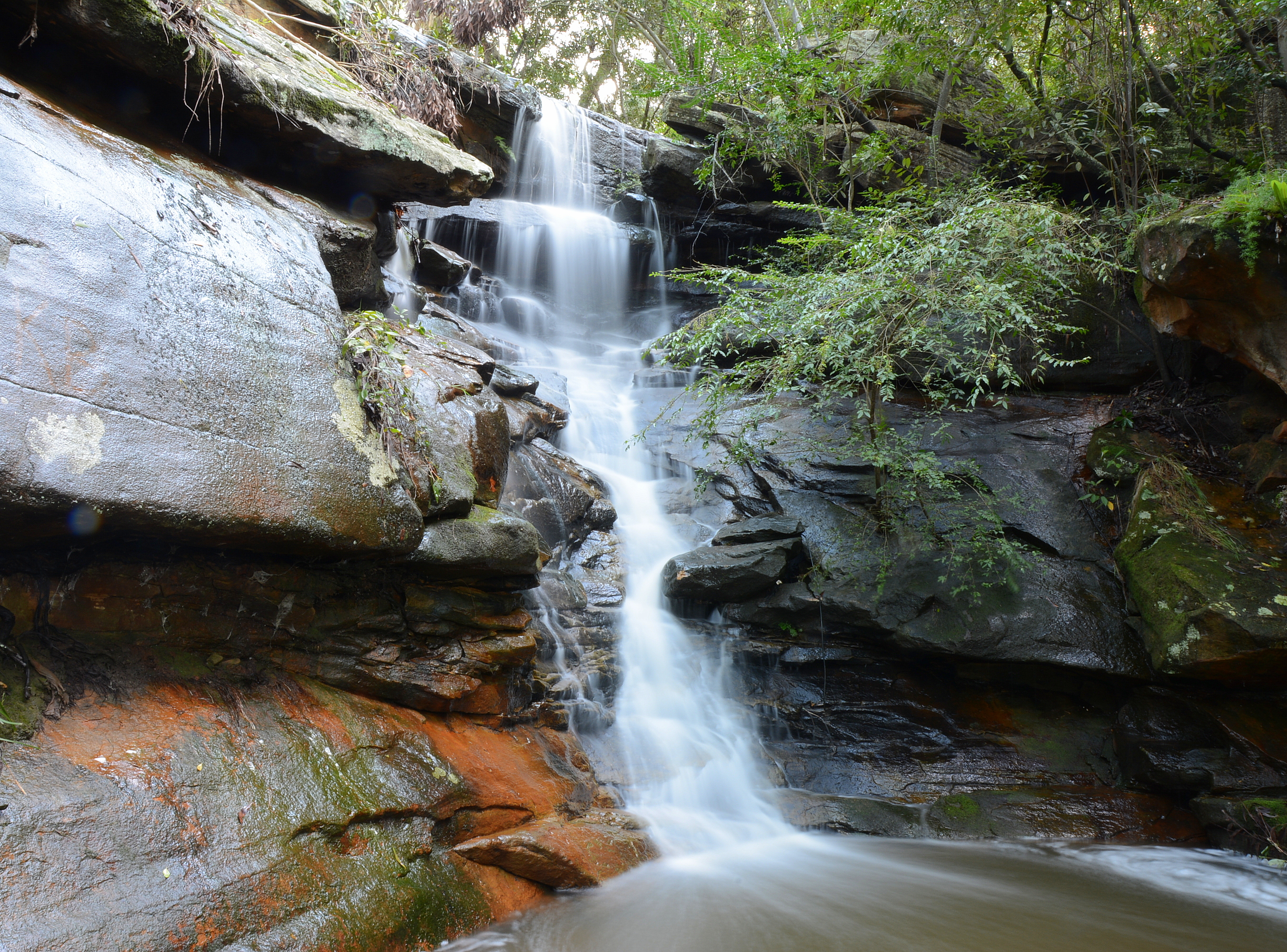
Tipperary Falls

Boronia Park este o suburbie în Sydney, Australia.